# Egérmese 2. – Egérkék a Vadnyugaton
Az Egérmese 2. – Egérkék a Vadnyugaton (eredeti cím: An American Tail: Fievel Goes West) 1991-ben bemutatott amerikai rajzfilm, amely az Egérmese című filmsorozat második része. Az animációs játékfilm rendezői Phil Nibbelink és Simon Wells, producerei Steven Spielberg és Robert Watts. A forgatókönyvet Flint Dille, Judy Freudberg és Tony Geiss írta, a zenéjét James Horner szerezte. A mozifilm az Amblin Entertainment gyártásában készült, a Universal Pictures forgalmazásában jelent meg. Műfaja zenés western filmvígjáték.
Amerikában 1991. november 22-én, Magyarországon 1992. november 6-án mutatták be a mozikban.

## Szereplők
| Szereplő           | Eredeti hang     | Magyar hang                                                              |
| ------------------ | ---------------- | ------------------------------------------------------------------------ |
| Fievel Mousekewitz | Phillip Glasse   | Gerő Gábor                                                               |
| Wylie Burp         | James Stewart    | Mádi Szabó Gábor                                                         |
| Tigris             | Dom DeLuise      | Harkányi Endre                                                           |
| Tanya Mousekewitz  | Cathy Cavadini   | Csondor Kata                                                             |
| Karmanyúz          | John Cleese      | Vass Gábor                                                               |
| Póker              | Jon Lovitz       | Kerekes József                                                           |
| Miss Kitty         | Amy Irving       | Almási Éva                                                               |
| Mouskewitz papa    | Nehemiah Persoff | Vajda László                                                             |
| Mouskewitz mama    | Erica Yohn       | Halász Aranka                                                            |
| Egér kalauz        | N/A              | Pataky Imre                                                              |
| Tudós macska       | N/A              | Schnell Ádám                                                             |
| Macskák            | N/A              | Boros Zoltán Gruber Hugó Jakab Csaba Szűcs Sándor Varga Tamás            |
| Egerek             | N/A              | Beregi Péter Bolba Tamás Imre István Papp Ágnes Soós László Szokol Péter |

## Betétdalok
| Magyar                          | Magyar                              | Angol                            | Angol              |
| Dal                             | Előadó                              | Dal                              | Előadó             |
| ------------------------------- | ----------------------------------- | -------------------------------- | ------------------ |
| Érzem éjjel (rövid dal)         | Csondor Kata                        | Somewhere Out There (short song) | Cathy Cavadini     |
| Vágtass hát                     | Bolba Tamás Szokol Péter Papp Ágnes | Way Out West                     | N/A                |
| Korbács                         | Korbács                             | Rawhide                          | The Blues Brothers |
| Álmodom                         | Csondor Kata                        | Dreams to Dream                  | Linda Ronstadt     |
| Mondd, hogy nem jut több helyed | Csondor Kata                        | The Girl I Left Behind           | Cathy Cavadini     |
| Álmodom (finálé változat)       | Álmodom (finálé változat)           | Dreams to Dream (finale version) | Linda Ronstadt     |

## Televíziós megjelenések
- TV2, Minimax, Paramount Channel
- TV2